# Liste der Biografien/Cuv
Liste der Biografien |
Portal Biografien |
Personensuche
# |
A |
B |
C |
D |
E |
F |
G |
H |
I |
J |
K |
L |
M |
N |
O |
P |
Q |
R |
S |
T |
U |
V |
W |
X |
Y |
Z |
?
 
Ca |
Cb |
Cc |
Ce |
Ch |
Ci |
Cj |
Ck |
Cl |
Cm |
Cn |
Co |
Cr |
Cs |
Ct |
Cu |
Cv |
Cw |
Cy |
Cz
 
Cua |
Cub |
Cuc |
Cud |
Cue |
Cuf |
Cug |
Cuh |
Cui |
Cuj |
Cuk |
Cul |
Cum |
Cun |
Cuo |
Cup |
Cuq |
Cur |
Cus |
Cut |
Cuv |
Cuw |
Cux |
Cuy |
Cuz
Die Liste der Biografien führt alle Personen auf, die in der deutschsprachigen Wikipedia einen Artikel haben. Dieses ist eine Teilliste mit 15 Einträgen von Personen, deren Namen mit den Buchstaben „Cuv“ beginnt.

## Cuv

### Cuva
- Cuvaj, Bogdan (1905–1983), kroatischer Fußballtrainer

### Cuve
- Cuvelier, Georges (1895–1974), französischer Radrennfahrer
- Cuvelier, Henri (1908–1937), französischer Wasserballspieler
- Cuvelier, Jean-François (1882–1962), belgischer römisch-katholischer Ordensgeistlicher und Apostolischer Vikar von Matadi
- Cuvelier, Paul (1923–1978), belgischer Comiczeichner
- Cuverville, Jules de (1834–1912), französischer Admiral und Politiker

### Cuvi
- Cuvier, Frédéric (1773–1838), französischer Zoologe und Physiker
- Cuvier, Georges (1769–1832), französischer Naturforscher, Begründer der wissenschaftlichen PaläontologieGeorges Cuvier (1769–1832)

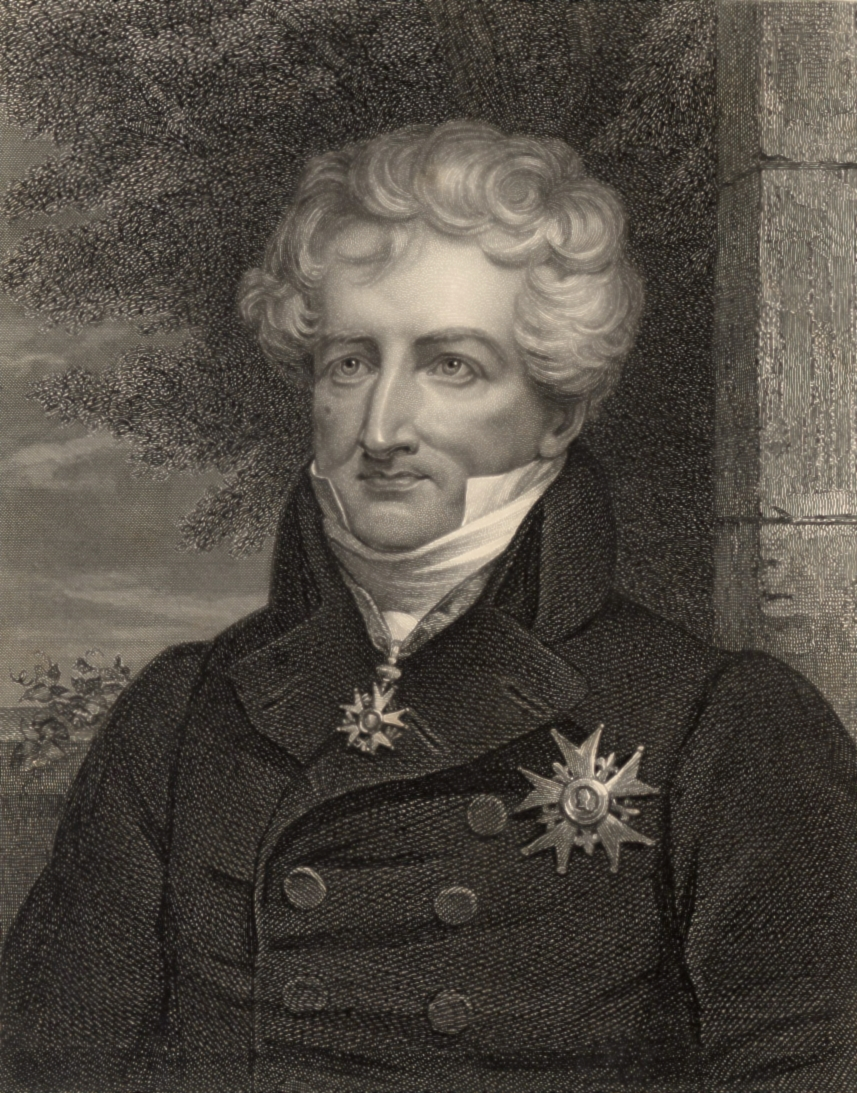
Georges Cuvier (1769–1832)

- Cuvillier, Alexandre (* 1986), französischer Fußballspieler
- Cuvillier, Charles (1877–1955), französischer Komponist
- Cuvillier, Frédéric (* 1968), französischer Politiker (PS), Mitglied der Nationalversammlung
- Cuvillier-Fleury, Alfred-Auguste (1802–1887), französischer Schriftsteller und Journalist
- Cuvilliés, François de der Ältere (1695–1768), deutscher Baumeister und Ornamentschöpfer
- Cuvilliés, François de, der Jüngere (1731–1777), deutscher Baumeister und Ornamentschöpfer

### Cuvr
- Cuvry, Heinrich Andreas de (1785–1869), deutscher Kommunalpolitiker und Jurist